# جوراسيك بارك (لعبة فيديو سيجا)
جوراسيك بارك (بالإنجليزية: Jurassic Park)‏ هي لعبة فيديو أكشن أصدرت في سنة 1993 ، تطوير لعبة من قبل بلوسكاي سوفتوير و نشرتها سيجا لجهاز ميجا درايف ، لعبة مقتبسة الفليم الذي يحمل نفس الاسم استنادا من رواية خيال علمي الذي كتبها مايكل كرايتون عام 1990.
أصدرت لعبة التالية بعنوان جوراسيك بارك: رامبايج اديشن.

## طريقة لعبة
لعبة جوراسية بارك تسمح للاعب أن يختار بين دكتور جرانت أو رابتو . شخصية عالم دكتور غرانت لاعب يستخدم الأسلحة المتاحة للاعب للحصول على جميع أنحاء اللعبة، بما في ذلك بندقية التخدير ،صعاقة ، قنبلة غاز، قنبلة فلاش .
ويعطى كل لاعب ثلاثة أرواح . عندما يتم فقدان واحد، لاعب إعادة تشغيل في بداية المستوى. وهناك لعبة أكثر من إعادة تعيين اللعبة تماما، على الرغم من أن يتم عرض كلمات السر في بين المستويات، والسماح للاعب على الاستمرار من مستوى معين بدلا من البداية. يتم عرض خيار كلمة المرور في القائمة الرئيسية للعبة.